# Ugerevyen Danmark 4-5-6-14-15
|  | Denne artikel er oprettet af botten Steenthbot ud fra en ekstern database. Den kan derfor have sproglige fejl eller mangler. Denne skabelon kan fjernes efter kontrol af indholdet. |

Ugerevyen Danmark 4-5-6-14-15 er en dansk dokumentarisk optagelse fra 1917.

## Handling
1. Cementudstillingen i Industriforeningens gård.
2. Torvehandel, Københavns Grønttorv og Amagertorv.
3. Tagbrand i Gunløgsgade 11. september 1917.
4. Filmoptagelser til "Himmelskibet" i Bagsværd.
5. Kapsejlads i kano og kajak ved Taarbæk 16. september.
6. Saadanne Kartofler avles der i Kolonihaverne ved København.
7. Ak ja - det er ikke saa nemt at følge med i alle de ny Indskrænkninger! (lille sketch med skuespillerinde Betzy Kofoed).
8. Udgravning til nyt havnebassin - muligvis Frihavnens udvidelse.
9. Aftenstemnnig I - først på måneden: en familie hygger sig omkring petroleumslampen med kaffedrikning.
10. Aftenstemning II - sidst på månden: Samme familie sidder nu i stearinlysets skær, flasken er tom.
11. Nedrivning af Slagterboderne 'Maven' ved Nikolaj Tårn.
12. Præsteindvielse i Gustafskirken paa Sdr. Frihavnsvej 18. november 1917. Procession med pastor Arvid Boman i spidsen. Ærkebiskop Söderholm ses.
13. En dansk og en svensk 'Kæmper' fra brydematch i Folkets Hus 18. november 1917.
14. Nyt havneanlæg i Frihavnen, halvfærdigt men allerede i brug.
15. Det første prøvetog på Boulevardbanen 26. november 1917.
16. Et kunstværk, der har ondt ved at finde sin rette Plads: Ole Rømer på prøve på Sølvtorvet.
17. Med toget til Østerbro.

## Medvirkende
- Betzy Kofoed